# Aurélie Csillag
Aurélie Csillag (* 24. Januar 2003 in Zürich) ist eine Schweizer Fussballspielerin. Sie spielt für den SC Freiburg und die Schweizer Nationalmannschaft.

## Karriere

### Verein
Csillag spielte in ihrer Jugend für den FC Blue Stars Zürich und den Grasshopper Club Zürich. Am 16. November 2019 wurde sie erstmals in der Women’s Super League eingesetzt. Im Spiel gegen die YB Frauen kam sie in der letzten Viertelstunde zum Einsatz. Ab der Saison 2020/21 gehörte sie dem Kader der ersten Mannschaft an. Sie spielte zwei Saisons und eine Hinrunde für den Grasshopper Club. Insgesamt hatte sie sieben Jahre lang für den Grasshopper Club gespielt und dabei, in Meisterschaft und Cup, 20 Tore für die erste Mannschaft erzielt. Im Februar 2023 wechselte sie in der Winterpause zum FC Basel. Sie unterschrieb einen Vertrag bis 2025. Sie erreichte mit dem Verein zweimal den Playoff-Halbfinal und 2025 den Cupfinal, der jedoch gegen den FC Zürich Frauen verloren ging. Auf die Saison 2025/26 hin wechselte sie zum SC Freiburg.

### Nationalmannschaft
Csillag durchlief alle Jugendauswahlmannschaften der Schweiz. Im Februar 2023 wurde sie von Nationaltrainerin Inka Grings erstmals auf Abruf für das A-Nationalteam nominiert. Im April 2023 kam sie im Testspiel gegen Island zum ersten Mal zum Einsatz.

## Persönliches
Csillag absolvierte eine kaufmännische Ausbildung an der United School of Sports in Zürich, die sie 2022 abschloss.

## Auszeichnungen
- Wahl in die SAFP Golden Eleven: 2024[6]